# Quinta de Dinis de Cima

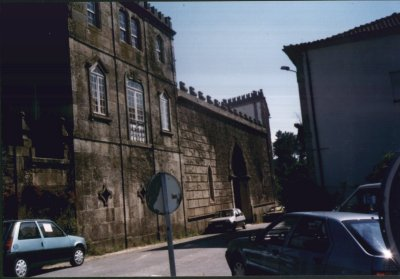

A Quinta de Dinis de Cima, ou Casa e Quinta de Dinis de Cima, é uma quinta localizada em Santa Cristina do Couto, na atual freguesia de Santo Tirso, Couto (Santa Cristina e São Miguel) e Burgães, Município de Santo Tirso, em Portugal.
Está classificada como de Imóvel de Interesse Público desde 1986.
A Quinta integra um edifício nobre, com planta em U. A capela ocupa o corpo de cima. A porta de entrada é coroada pelo brasão da família Correia de Miranda.